# Cúp Liên đoàn bóng đá Đức

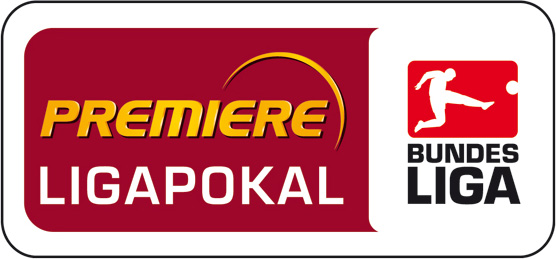
Logo Cúp Liên đoàn bóng đá Đức 2005

Cúp Liên đoàn bóng đá Đức (tiếng Đức: Liga Pokal) là giải bóng đá được Liên đoàn bóng đá Đức (DBF) tổ chức vào đầu mùa bóng cho một số đội bóng xếp hạng cao ở Bundesliga mùa bóng trước cùng với đội đương kim vô địch cúp bóng đá Đức. Giải lần đầu tiên được tổ chức vào năm 1997. Bãi bỏ từ năm 2008.

## Các trận chung kết
| Năm     | Chung kết         | Chung kết | Chung kết                | Sân vận động                |
| ------- | ----------------- | --------- | ------------------------ | --------------------------- |
| Năm     | Vô địch           | Tỷ số     | Hạng nhì                 | Sân vận động                |
| 2007    | Bayern München    | 1-0       | FC Schalke 04            | Zentralstadion, Leipzig     |
| 2006    | Werder Bremen     | 2-0       | Bayern München           | Zentralstadion, Leipzig     |
| 2005    | FC Schalke 04     | 1-0       | VfB Stuttgart            | Zentralstadion, Leipzig     |
| 2004    | Bayern München    | 3-2       | Werder Bremen            | Stadion am Bruchweg, Mainz  |
| 2003    | Hamburger SV      | 4-2       | Borussia Dortmund        | Stadion am Bruchweg, Mainz  |
| 2002    | Hertha BSC Berlin | 4-1       | FC Schalke 04            | Ruhrstadion, Bochum         |
| 2001    | Hertha BSC Berlin | 4-1       | FC Schalke 04            | Carl-Benz-Stadion, Mannheim |
| 2000    | Bayern München    | 5-1       | Hertha BSC Berlin        | BayArena, Leverkusen        |
| 1999    | Bayern München    | 2-1       | Werder Bremen            | BayArena, Leverkusen        |
| 1998    | Bayern München    | 4-0       | VfB Stuttgart            | BayArena, Leverkusen        |
| 1997    | Bayern München    | 2-0       | VfB Stuttgart            | BayArena, Leverkusen        |
| 1972-73 | Hamburger SV      | 4-0       | Borussia Mönchengladbach | Volksparkstadion, Hamburg   |

## Tổng số lần đoạt cúp
- 6 lần: FC Bayern München
- 2 lần: Hertha BSC Berlin, Hamburger SV
- 1 lần: FC Schalke 04, Werder Bremen